# Territornis
Territornis is een geslacht van zangvogels uit de familie honingeters (Meliphagidae). 

## Soorten
Het geslacht kent de volgende soorten:
- Territornis albilineata – Witbaardhoningeter
- Territornis fordiana – Kimberleyhoningeter
- Territornis reticulata – Rasterhoningeter